# Diego Osella
Diego Marcelo Osella (Oncativo, 4 settembre 1969) è un ex cestista argentino con cittadinanza italiana.

## Carriera
Con l'Argentina ha disputato i Giochi olimpici di Atlanta 1996, tre edizioni dei Campionati mondiali (1990, 1994, 1998) e cinque dei Campionati americani (1989, 1992, 1993, 1995, 1997).

## Palmarès
- Campione d'Argentina (1988, 1990, 1992, 1998, 1999, 2009)
- Liga Sudamericana (2004)
- Liga Center of the Year (2004)
- Coppa d'Argentina (2008)